# Alexandra Rose
Alexandra Rose, auch kurz Alex Rose (* 20. Januar 1946), ist eine US-amerikanische Filmproduzentin und Drehbuchautorin. Das von ihr und Tamara Asseyev produzierte Drama Norma Rae – Eine Frau steht ihren Mann wurde 1980 für den Oscar in der Kategorie bester Film nominiert.

## Leben und Wirken
Alexandra Rose wuchs in Green Bay auf. Sie studierte Politikwissenschaften und Französisch an der Universität Wisconsin. Danach erlangte sie einen Abschluss in Politikwissenschaften am Institut d’études politiques de Paris in Paris. Dort kam sie über ihren damaligen Freund Patrick Kamenka, der für Cinémathèque française arbeitete, erstmals mit dem fremdsprachigen Kino in Berührung, das zum damaligen Zeitpunkt in den Vereinigten Staaten noch kaum eine Rolle spielte. Sie sah fast täglich Spielfilme aus verschiedensten Ländern und entwickelte eine Leidenschaft für den französischen Film. Kamenkas Onkel und seine Tante besaßen eine Filmproduktionsfirma, die mit einem Unternehmen aus England kooperierte. Dort war Rose als Übersetzer von Drehbüchern und bei Besprechungen tätig.
Um 1971 kehrte sie in die Vereinigten Staaten zurück und arbeitete zunächst als Sekretärin für die kleine Produktionsfirma Medford Films. Danach trat sie eine Stelle bei Roger Cormans Filmgesellschaft New World Pictures an. Nach 30 Monaten wurden sie dort Leiterin des Filmverleihs. Sie heiratete den Produzenten Fred Weintraub. Durch ihre Arbeit lernte Rose Tamara Asseyev, die Ex-Freundin von Brian De Palma, kennen. Asseyev hatte bereits in Irland einige Independentfilme mit Cormans Firma als Distributor gedreht. Sie war auf der Suche nach einer weiblichen Partnerin für ihre Produktionsfirma und so taten sich die beiden zusammen.
1976 produzierte Rose ihren ersten Spielfilm, die Komödie Drive-In. Ihr wohl größter Erfolg war das Drama Norma Rae, für dessen Produktion sie 1980 mit einer Oscarnominierung in der Kategorie Bester Film ausgezeichnet wurde. Rose gehörte außerdem zu den Produzenten und Autoren der romantischen Komödie Ganz normal verliebt, die 1999 in die Kinos kam. Sie ist die am längsten aktive weibliche Hollywoodproduzentin.

## Filmografie
falls nicht anders angegeben als Produzentin
- 1974: Freie Fahrt ins Jenseits (Black Belt Jones, Story)
- 1976: Zoff im Autokino (Drive-In)
- 1978: I wanna hold your Hand (I Wanna Hold Your Hand)
- 1978: Tag der Entscheidung (Big Wednesday)
- 1979: Norma Rae – Eine Frau steht ihren Mann (Norma Rae)
- 1986: Nothing in Common – Sie haben nichts gemeinsam (Nothing in Common)
- 1987: Overboard – Ein Goldfisch fällt ins Wasser (Overboard)
- 1990: Quigley der Australier (Quigley Down Under)
- 1991: Frankie & Johnny (Frankie and Johnny)
- 1994: Undercover Cops (Exit to Eden)
- 1999: Ganz normal verliebt (The Other Sister)
- 2002: Changing Hearts